# Mertajaya
Mertajaya is een bestuurslaag in het regentschap Tasikmalaya van de provincie West-Java, Indonesië. Mertajaya telt 3132 inwoners (volkstelling 2010).